# Eman Fiala

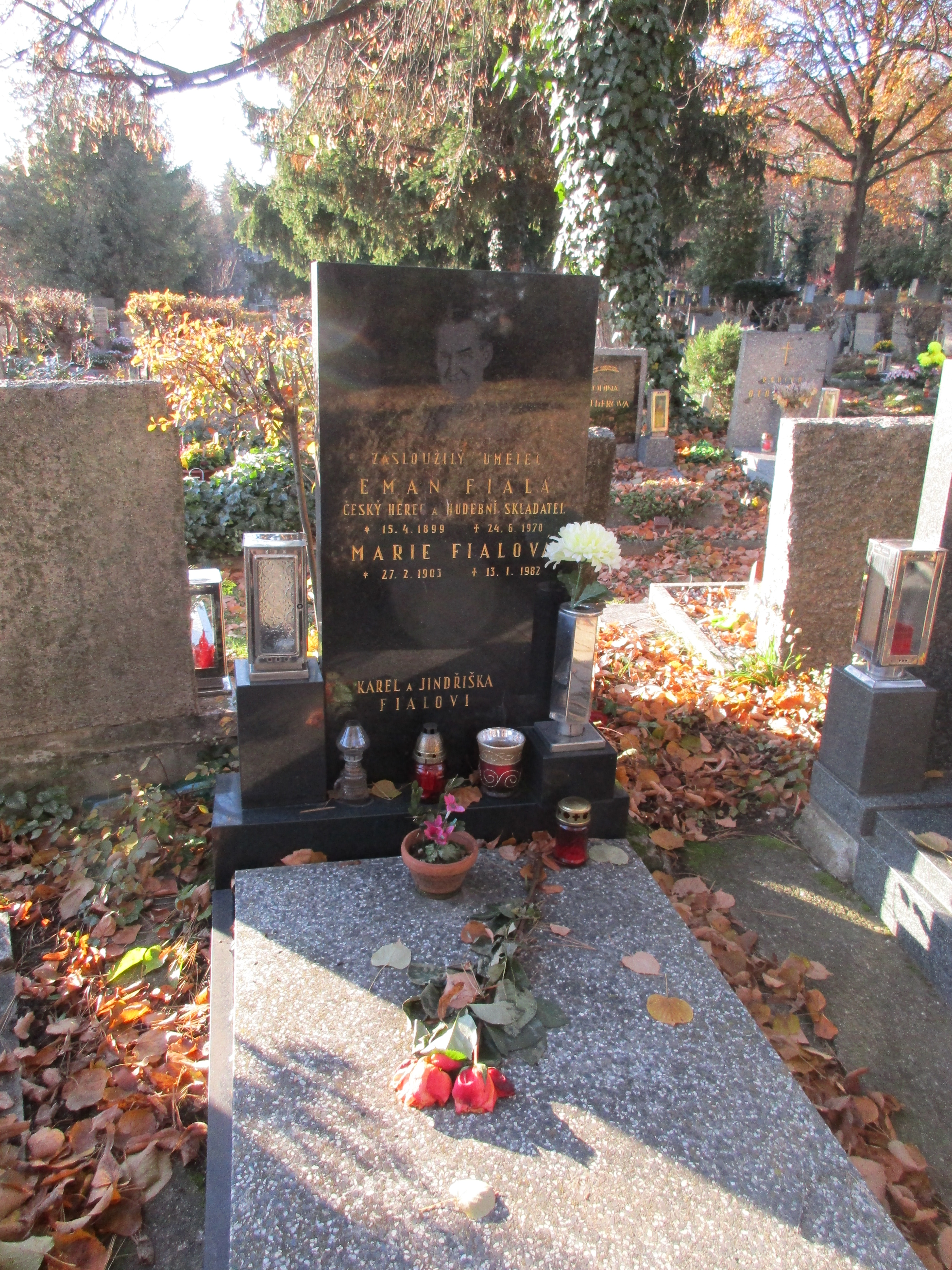
Eman Fiala (1899–1970), český herec, režisér, hudební skladatel a hudebník

Eman Fiala (15. dubna 1899 Praha – 24. června 1970 Praha) byl český herec, režisér, hudební skladatel a hudebník.

## Život
Eman Fiala pocházel z umělecké rodiny, otec byl herec Karel Fiala, jeho manželka Marie roz. Richterová (1903–1982) byla sestrou herce Jana Richtera, který hrál v divadle Vlasty Buriana. S manželkou měl dvě dcery – Marcelu, která zemřela v roce 1925 ve věku necelých dvou let, a Milenu, později provdanou Uxovou. Jeho nevlastní starší bratr František byl známý pod pseudonymem Ferenc Futurista. Eman se nejdříve věnoval hudbě, dirigování a komponování, složil hudbu k asi dvaceti filmům.
Po roce 1918 byl krátce angažován v kabaretu Červená sedma, který měl sídlo v sálu hotelu Central v Hybernské ulici. Zde hrál na klavír a začínal s herectvím. V roce 1920 hrál v kabaretu Bum a v Revoluční scéně Emila Artura Longena, která sídlila v sálku hotelu Adria na Václavském náměstí a od roku 1923 působil v divadélku Rokoko, kam po zániku Revoluční scény přešli dočasně i další umělci, včetně E. A. Longena, Xeny Longenové a Vlasty Buriana.
I když hrát začal později, objevil se v téměř 220 filmech a v necelé desítce televizních inscenací. Často byl obsazován do menších a komediálních rolí. K několika filmům napsal i sám námět.

## Role ve filmu (výběr)
- 1927 Batalion
- 1932 Lelíček ve službách Sherlocka Holmese, fotograf, skladatel, režie Karel Lamač
- 1931 Muži v offsidu
- 1934 Hrdinný kapitán Korkorán
- 1937 Lízin let do nebe, učitel, režie Václav Binovec
- 1938 Lucerna, vodník Michal, režie Karel Lamač
- 1938 Panenka, účetní Bonifác Žalud, režie Robert Land
- 1940 Muzikantská Liduška, režie Martin Frič
- 1940 Dívka v modrém, režie Otakar Vávra
- 1940 Maskovaná milenka
- 1947 Poslední mohykán, zřízenec Tonda, režie Vladimír Slavínský
- 1949 Pytlákova schovanka, režie Martin Frič
- 1950 Bylo to v máji, Koula, režie Martin Frič
- 1952 Plavecký mariáš
- 1956 Dobrý voják Švejk, obchodník, režie Karel Steklý
- 1957 Poslušně hlásím, voják, režie Karel Steklý
- 1959 Dařbuján a Pandrhola, klarinetista, režie Martin Frič
- 1964 Limonádový Joe, barový pianista, režie Oldřich Lipský